# アカスジヤマガメ
アカスジヤマガメ（Rhinoclemmys pulcherrima）は、爬虫綱カメ目イシガメ科アメリカヤマガメ属に分類されるカメ。

## 分布
エルサルバドル、グアテマラ、コスタリカ、ニカラグア、ホンジュラス、メキシコ
R. p. pulcherrima メキシコアカスジヤマガメ
メキシコ（ゲレーロ州、オアハカ州）固有亜種
R. p. incisa グアテマラアカスジヤマガメ
エルサルバドル、グアテマラ、ニカラグア、ホンジュラス、メキシコ（オアハカ州南東部、チアパス州南部）
模式産地はエルサルバドル。
R. p. manni コスタリカアカスジヤマガメ
コスタリカ北西部、ニカラグア南西部
模式産地はサンホセ（コスタリカ）。
R. p. rogerbarbouri バーバーアカスジヤマガメ
メキシコ（ソノラ州からコリマ州にかけての太平洋岸）固有亜種

## 形態
最大甲長21.4センチメートル。オスよりもメスの方が大型になり、オスは最大甲長18センチメートル。
左右の喉甲板の間には切れ込みが入らないか、ごく浅い切れ込みが入る。左右の肛甲板の間には広くやや深い切れ込みが入る。腹甲には正中線上に暗色の筋模様が入るが、老齢個体では不明瞭になることもある。
頭部は中型。吻端はやや突出し、上顎の先端は浅く凹む。前肢背面は大型鱗で覆われる。指趾の間には水掻きが発達しない。頭部の色彩は褐色や黄色、暗褐色、黄緑色。頭部背面には赤や橙の筋模様や斑点が入り、和名や英名の由来になっている。種小名pulcherrimaは「美しい」の意で、全身の色彩に由来する。
卵は長径3.7-5.2センチメートル、短径2.4-3.2センチメートル。孵化直後の幼体は甲長3.5-5センチメートル。幼体は後部縁甲板の外縁がやや鋸状に尖るが、成長に伴い不明瞭になる。
R. p. pulcherrima メキシコアカスジヤマガメ
背甲は扁平で幅広い。背甲の色彩は褐色。肋甲板には黒い縁取りのある赤や黄色の斑点が1つ入り、暗色の斑点が点在する。縁甲板腹面には明色の筋模様が2-3本入る。背甲と腹甲の継ぎ目（橋）の色彩は淡黄色や淡橙色で、暗色の筋模様が入る。腹甲の筋模様は細く明瞭で、喉甲板や肛甲板で外側へ向かい二股に分かれる個体もいる。
R. p. incisa グアテマラアカスジヤマガメ
背甲はややドーム状に盛り上がる。背甲の色彩は褐色。背甲には暗色の縁取りのある赤や黄色の筋模様や輪状の斑紋が入り（大型個体は明色斑が不明瞭になることが多い）、暗色の斑点が点在する。縁甲板腹面には明色の筋模様が1本もしくは斑点が1つ入る。橋の色彩は褐色や暗褐色。腹甲の筋模様は細く、喉甲板や肛甲板で二股に分かれることはない。
R. p. manni コスタリカアカスジヤマガメ
背甲はドーム状に盛り上がる。背甲の色彩は褐色や黄褐色。背甲には暗色の縁取りのある赤や黄色の筋模様や輪状の斑紋が入り（肋甲板では大型で顕著）、暗色の斑点は入らない。縁甲板腹面には明色の筋模様が2本入る。橋の色彩は淡黄色や淡橙色で、暗色の筋模様が入る。腹甲の筋模様は細く、喉甲板や肛甲板で外側へ向かい二股に分かれる個体もいる。
R. p. rogerbarbouri バーバーアカスジヤマガメ
背甲は扁平で幅広い。背甲の色彩は褐色。背甲には明色斑が入らないか入っても細く不明瞭。橋の色彩は褐色や暗褐色。腹甲の筋模様は幅広く、不明瞭な個体もいる。

## 分類
核DNAとミトコンドリアDNAの分子系統学的解析から、アメリカヤマガメ属内ではネンリンヤマガメと単系統群を構成すると推定されている。
亜種コスタリカアカスジヤマガメの亜種小名manniはWilliam M. Mannへの、亜種バーバーアカスジヤマガメの亜種小名rogerbarbouriはRoger W. Barbourへの献名。
- Rhinoclemmys pulcherrima pulcherrima (Gray, 1856) メキシコアカスジヤマガメ Guerrero wood turtle
- Rhinoclemmys pulcherrima incisa (Bocourt, 1868) グアテマラアカスジヤマガメ Incised wood turtle
- Rhinoclemmys pulcherrima manni (Dunn, 1930) コスタリカアカスジヤマガメ Central American wood turtle
- Rhinoclemmys pulcherrima rogerbarbouri (Ernst, 1978) バーバーアカスジヤマガメ Western Mexican wood turtle

## 生態
サバナ気候の低地から低山地にかけての低木林、湿性林に生息するが、それらが開発された環境でも河畔林や拠水林があれば生息することもある。陸棲だが、特に乾季には河川や水たまりなどの浅い水場に入ることもある。雨期や降雨後に活発に活動し、乾季になると水場周辺の森林へ移動するか地中や穴の中に潜る。
食性は植物食傾向の強い雑食と考えられており、飼育下では野菜、果実、昆虫、ミミズなどを食べる。
繁殖形態は卵生。亜種グアテマラアカスジヤマガメは飼育下で1回に3-5個の卵を年に最大4回産んだ例がある。

## 人間との関係
ペットとして飼育されることがあり、日本にも輸入されている。属中でも最も輸入された種とされ、1960年代から主に亜種グアテマラアカスジヤマガメと亜種コスタリカアカスジヤマガメが流通する。亜種コスタリカアカスジヤマガメはコスタリカからは野生動物の輸出が厳しく制限されており、ニカラグアからの輸出量も減少している。基亜種や亜種バーバーアカスジヤマガメの流通はまれ。

## 画像

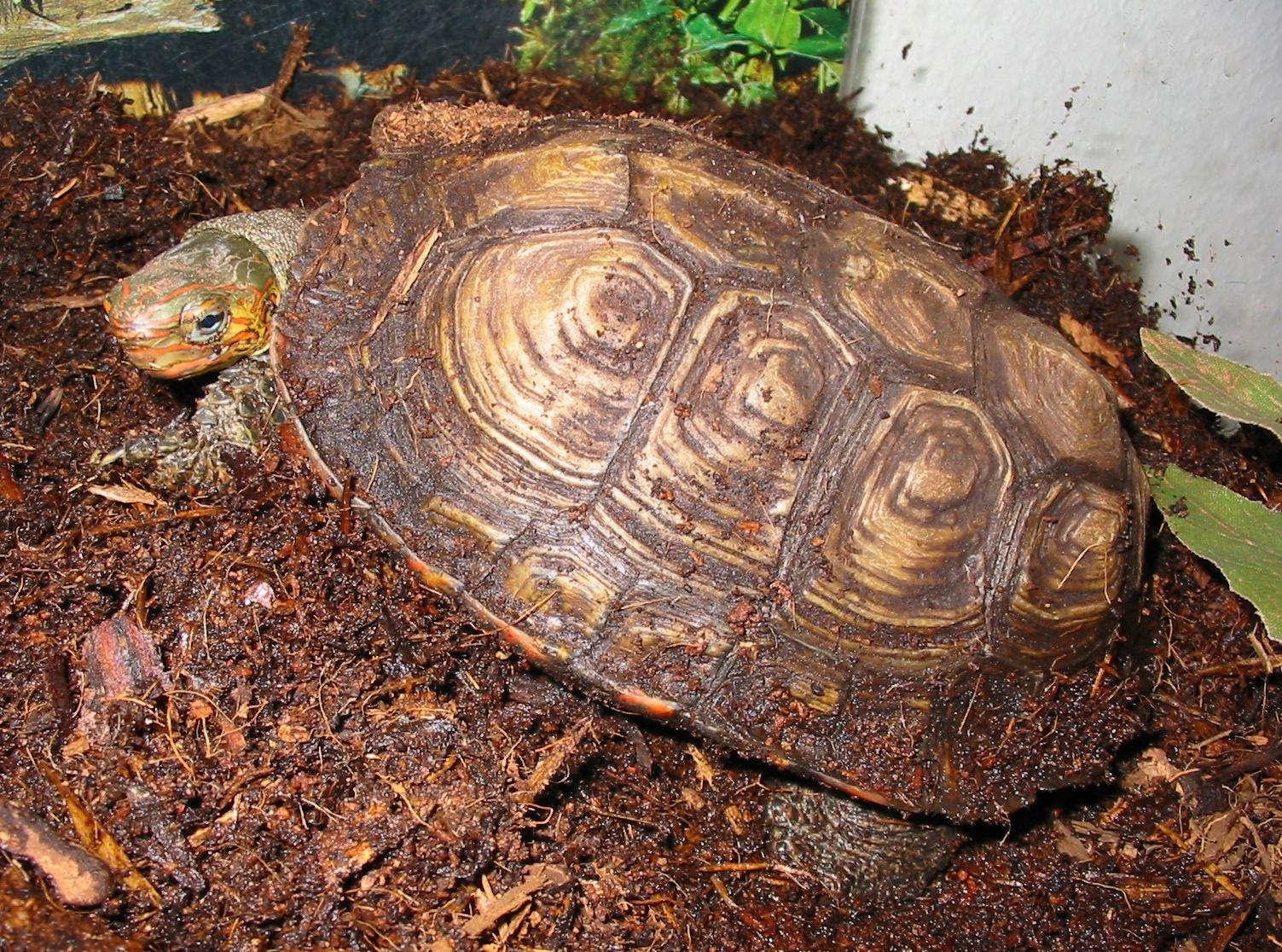
亜種グアテマラアカスジヤマガメ R. p. incisa
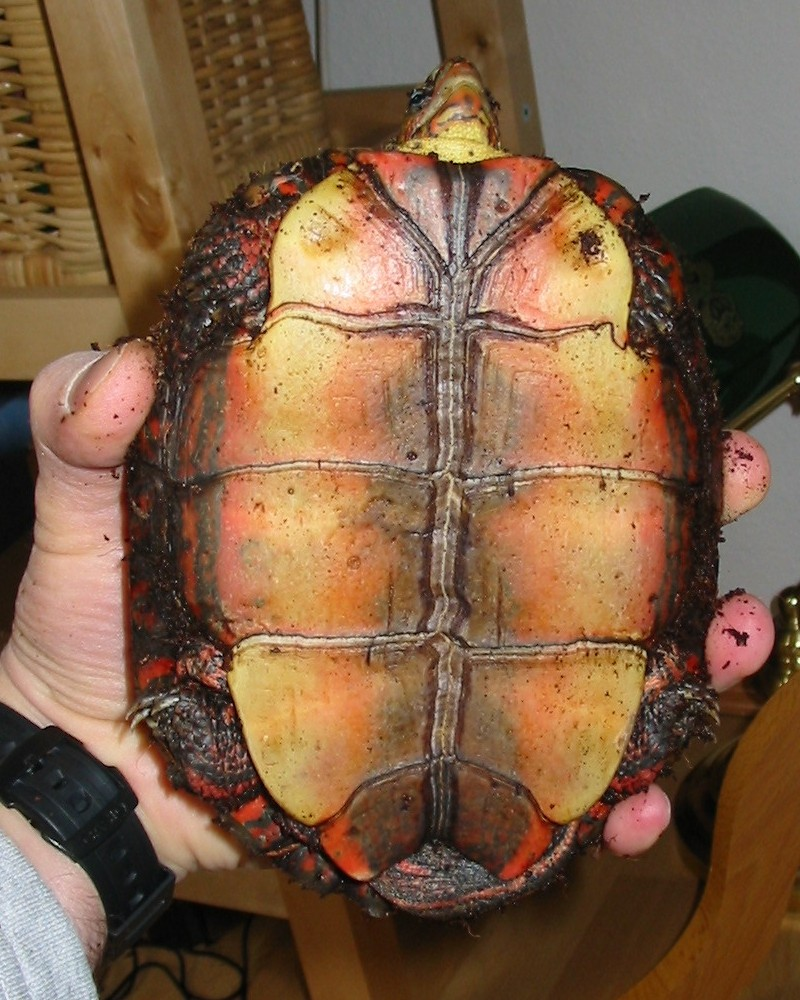
亜種グアテマラアカスジヤマガメの腹甲 R. p. incisa